# John Baldacci
John Elias Baldacci (Bangor, 30 gennaio 1955) è un politico statunitense, governatore del Maine dal 2003 al 2011 ed in precedenza membro della Camera dei Rappresentanti per lo stesso stato dal 1995 al 2003. Baldacci è membro del Partito Democratico.

## Biografia
Nato in una famiglia italo-libanese, Baldacci si diplomò alla Bangor High School e ricevette il Bachelor of Science all'Università del Maine. Il suo primo incarico politico fu nel 1978, quando fu eletto al consiglio comunale di Bangor; nel 1982 fu eletto al Senato del Maine, dove rimase per 12 anni.
A seguito della candidatura della deputata Olympia Snowe al Senato, Baldacci si candidò nel 1994 alla Camera dei Rappresentanti nel secondo distretto del Maine. Rieletto nelle tre elezioni successive, fece parte della Commissione sull'Agricoltura e di quella sui Trasporti e sulle Infrastrutture.

### Governatore del Maine

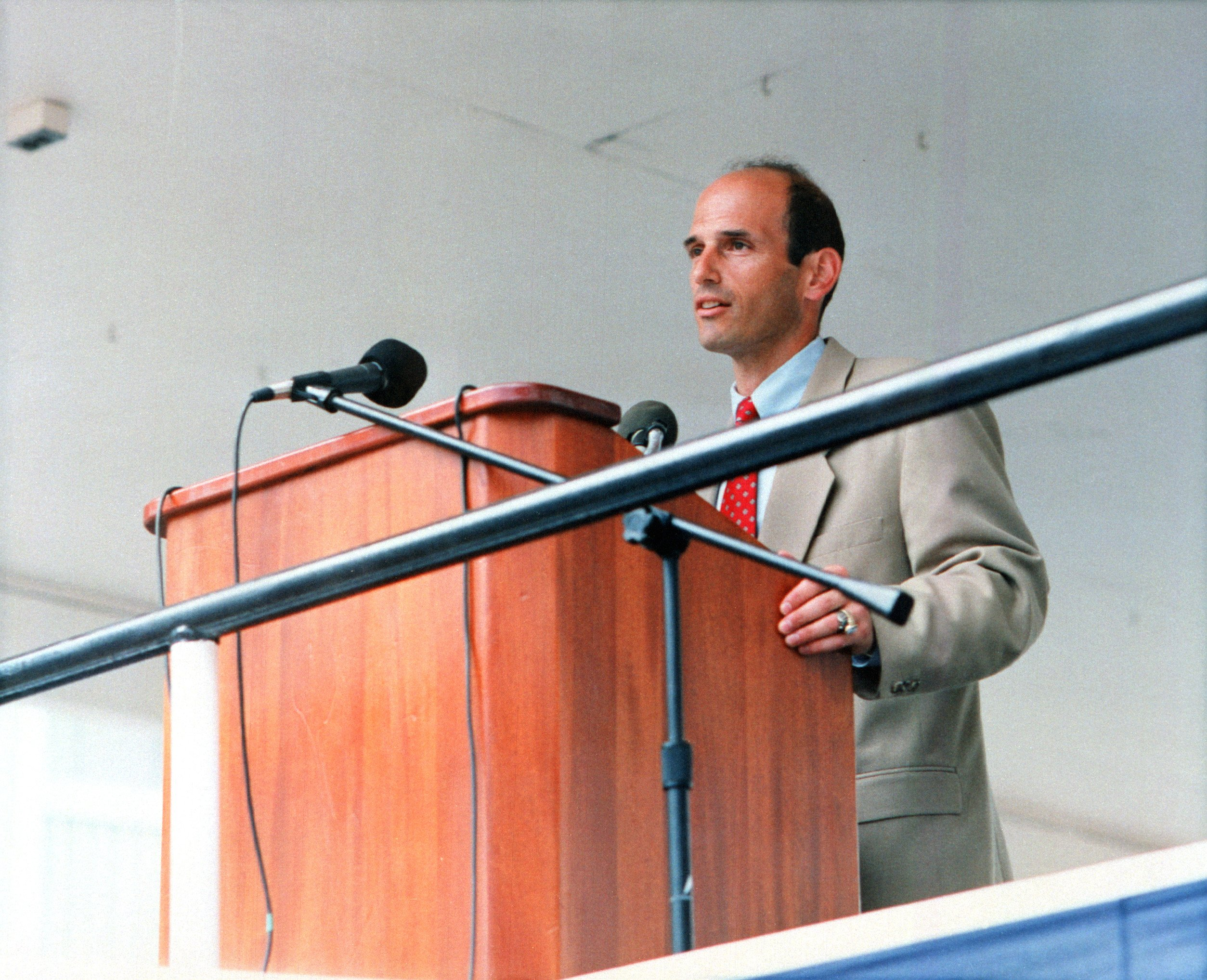
Baldacci durante un discorso a Bath, il 12 agosto 1995.

Baldacci fu eletto governatore nel 2002, sconfiggendo il repubblicano Peter Cianchette e altri due candidati, e iniziò il suo primo mandato l'8 gennaio 2003. Fondò un programma, noto come Dirigo Health, che offre copertura medica garantita dallo stato alle aziende con meno di 50 dipendenti e a singole persone, cui è garantita prevenzione illimitata; tale programma è finanziato da tasse sulle compagnie di assicurazione sanitaria.
Nel 2005, Baldacci introdusse una legge per espandere i diritti civili nel Maine, per proibire la discriminazione basata sull'orientamento sessuale; leggi in questo ambito erano state respinte due volte tramite referendum, ma una nuova consultazione ha approvato la legge.
Baldacci fu rieletto nel 2006, sconfiggendo il repubblicano Chandler Woodcock e l'indipendente Barbara Merrill. Poco dopo l'inizio del secondo mandato, propose di accorpare i 152 distretti scolastici del Maine in 26 Regional School Units, per diminuire i costi burocratici, ma tale proposta non è stata ancora approvata dal parlamento; come parte della stessa proposta sulle finanze suggerì di aumentare di 1,5 dollari le tasse su ogni pacchetto di sigarette.
Nel febbraio 2008, Baldacci ricevette il premier del Nuovo Brunswick, Shawn Graham (la prima visita ufficiale di un capo di una provincia canadese nel Maine) e con lui discusse riguardo alla creazione di un "corridoio energetico" tra il Maine e il Nuovo Brunswick.
Nelle primarie democratiche del 2008 Baldacci, come superdelegato, si impegnò a dare il proprio supporto a Hillary Clinton, nonostante Barack Obama avesse vinto le primarie del Maine.
Il 6 maggio 2009, Baldacci è divenuto il secondo governatore statunitense a firmare una legge che autorizzava il matrimonio fra persone dello stesso sesso dopo Jodi Rell del Connecticut, e il primo a farlo senza un ordine del tribunale.
Il mandato di Baldacci è terminato nel gennaio del 2011.

### Vita personale
Baldacci è cattolico, e vive con la moglie e il figlio nella Blaine House ad Augusta. È cugino dell'ex senatore George J. Mitchell e dello scrittore David Baldacci.